# Dollar General Bowl 2017
Match précédent Match suivant
Le Dollar General Bowl 2017 (anciennement dénommé le Mobile Bowl ou GoDaddy Bowl) est un match de football américain de niveau universitaire joué après la saison régulière de 2017, le 23 décembre 2017 au Ladd Peebles Stadium à Mobile dans l'État de l'Alabama aux États-Unis.
Il s'agit de la 19e édition du Dollar General Bowl.
Le match met en présence les équipes des Mountaineers d'Appalachian State  issus de la Sun Belt Conference et des Rockets de Toledo issus de la Mid-American Conference.
Il débute à 18 heures locales et est retransmis en télévision sur ESPN.
Sponsorisé par la société Dollar General, le match est officiellement dénommé le Dollar General Bowl 2017.
Appalachian State gagne le match sur le score de 34 à 0.

## Présentation du match
| Équipes                        | Conférences | Entraîneurs            | Stats. saison rég. | Classements avant le bowl CFP-AP-Coaches |
| ------------------------------ | ----------- | ---------------------- | ------------------ | ---------------------------------------- |
| Appalachian State Mountaineers | Sun Belt    | Scott Satterfield (en) | 8 - 4              | NC                                       |
| Toledo Rockets                 | MAC         | Jason Candle (en)      | 11 - 2             | NC                                       |
| Arbitre : Kevin Hassell (MWC)  |             |                        |                    |                                          |

Il s'agit de la 2e rencontre entre ces deux équipes. Appalachian State avait battu Toledo 31 à 28 lors du Camellia Bowl 2016.

### Mountaineers d'Appalachian State
Avec un bilan global en saison régulière de 8 victoires et 4 défaites, Appalachian State est éligible et accepte l'invitation pour participer au Dollar General Bowl de 2017.
Ils terminent 1er de la Sun Belt Conference à égalité avec Troy, avec un bilan en division de 7 victoires et 1 défaites.
À l'issue de la saison 2017, ils n'apparaissent pas dans les classements CFP , AP et Coaches.
Il s'agit de leur 1re apparition au Dollar General Bowl.

### Rockets de Toledo
Avec un bilan global en saison régulière de 10 victoires et 2 défaites, Toledo est éligible et accepte l'invitation pour participer au Dollar General Bowl de 2017.
Ils terminent 1er de la West Division de la Mid-American Conference avec un bilan en match intra-conférence de 7 victoires et 1 défaites.
Ils remportent ensuite la finale de conférence 45 à 28 contre les Zips d'Akron.
À l'issue de la saison 2017, ils n'apparaissent pas dans les classements CFP , AP et Coaches.
Il s'agit de leur 3e apparition au Dollar General Bowl :
- Victoire 45 à 13 contre les Miners d'UTEP lors du GMAC Bowl 2005;
- Victoire 63 à 44 contre les Red Wolves d'Arkansas State lors du ly GoDaddy Bowl 2015 (janvier).

## Résumé du match
Début du match à 18 heures, fin à 21 h 13 pour une durée totale de jeu de 3 heures et 13 minutes.
Températures de 19 °C, vent de Nord de 16 km/h, ciel nuageux.
| QT          | Temps       | Drive       | Drive       | Drive       | Équipe      | Description de l'action                                                                                   | Score | Score |
| QT          | Temps       | Jeux        | Yards       | TDP         | Équipe      | Description de l'action                                                                                   | APP   | TOL   |
| ----------- | ----------- | ----------- | ----------- | ----------- | ----------- | --- | ----- | ----- |
| 1           | 04:06       | 5           | 36          | 01:13       | APP         | TD à la suite d'une course de 7 yards par RB Moore, Jalin + 1 point de conversion par K Staton Chandler   | 7     | 0     |
| 2           | 13:51       | 8           | 64          | 03:23       | APP         | TD à la suite d'une course de 7 yards par RB Moore Jalin + 1 point de conversion par K Staton Chandler    | 14    | 0     |
| 2           | 08:09       | 7           | 57          | 03:56       | APP         | FG de 29 yards par K Staton Chandler                                                                      | 17    | 0     |
| 2           | 05:52       | 4           | 8           | 02:17       | APP         | FG de 23 yards par K Staton Chandler                                                                      | 20    | 0     |
| 3           | 08:14       | 7           | 61          | 03:59       | APP         | TD à la suite d'une course de 31 yards par RB Moore Jalin + 1 point de conversion par K Staton Chandler   | 27    | 0     |
| 4           | 14:54       | 7           | 55          | 02:30       | APP         | TD à la suite d'une course de 3 yards par WR Williams Malik + 1 point de conversion par K Staton Chandler | 34    | 0     |
| Score final | Score final | Score final | Score final | Score final | Score final | Score final                                                                                               | 34    | 0     |

## Statistiques
| Meilleur joueur (MVP) |                                  |       |
| Nom                   | Équipe                           | Poste |
| Jalin Moore           | Mountaineers d'Appalachian State | RB    |

| Statistiques par équipe                |                                                       |                                                     |
| Statistiques                           | APP                                                   | TOL                                                 |
| 1er down                               | 23                                                    | 8                                                   |
| 1er down à la course                   | 16                                                    | 2                                                   |
| 1er down à la passe                    | 5                                                     | 6                                                   |
| 1er down suite pénalité                | 2                                                     | 0                                                   |
| Conversion de 3e down                  | 3/13                                                  | 2/12                                                |
| Conversion de 4e down                  | 1/3                                                   | 1/1                                                 |
| Jeux–yards                             | 70 jeux pour 458 yards                                | 50 jeux pour 146 yards                              |
| Yards à la course                      | 53 courses pour 327 yards moyenne de 6,2 yards/course | 21 courses pour 22 yards moyenne de 1,0 yard/course |
| Yards à la passe                       | 131                                                   | 124                                                 |
| Passes : Réussies-Tentées-Interceptées | 8/17 passes complétées, 0 interception                | 16*29 passes complétées, 3 interceptions            |
| Réussite en zone rouge/chances         | 5/7                                                   | 0/0                                                 |
| TD                                     | 4                                                     | 0                                                   |
| Field Goals                            | 2/3                                                   | 0/0                                                 |
| Sacks (Nombre-Yards gagnés)            | 4 pour 34 yards adverses perdus                       | 0/0                                                 |
| Fumbles (Nombre/Perdus)                | 1/0                                                   | 2/1                                                 |
| Pénalités (Nombre/Yards perdus)        | 4/25 yards perdus                                     | 5/35 yards perdus                                   |
| Temps de possession                    | 35:50                                                 | 24:10                                               |

| Statistiques individuelles |                  |                                                                           |
| Quaterbacks                |                  |                                                                           |
| APP                        | LAMB, Taylor     | 8/16 passes complétées, 131 yards, 0 TD, 0 interception, 0 sack subi      |
| TOL                        | WOODSIDE, Logan  | 16/29 passes complétées, 124 yards, 0 TD, 3 interceptions, 4 sacks subis  |
| Meilleurs coureurs         |                  |                                                                           |
| APP                        | MOORE, Jalin     | 22 courses pour 125 yards nets gagnés, 3 TDs, moyenne de 5,7 yards/course |
| TOL                        | SWANSON, Terry   | 11 courses pour 44 yards nets gagnés, 0 TD, moyenne de 1 yard/course      |
| Meilleurs receveurs        |                  |                                                                           |
| APP                        | LEWIS, Ike       | 4 réceptions pour 67 yards, 0 TD                                          |
| TOL                        | FISHER, Jordan   | 2 réceptions pour 29 yards, 0 TD                                          |
| Meilleurs tacleurs         |                  |                                                                           |
| APP                        | FLORY, Anthony   | 8 tacles dont 4 en solo, 1 interception et 1 QB hit                       |
| TOL                        | ROBINSON, Kahlil | 8 tacles dont 5 en solo                                                   |